# Killing & Sohn
Killing & Sohn var en mekanisk verkstadsindustri i Hagen i Westfalen i Tyskland. Den utgick från den 1858 av Caspar Diedrich Killing (död 1888) och hans svärson Bernhard Diedrich Rath grundade firman Killing & Rath. Efter Raths utträde 1870 ombildades firman till Killing & Sohn.
År 1873 omvandlades företaget till aktiebolaget Westfalia, Waggonfabrik, som dock i konkurs i samband med en börskrasch samma år. Fadern och sonen Friedrich (död 1900) lyckades köpa ut verksamheten ur konkursen. Från början av 1880-talet började företaget bygga personvagnar. Friedrich Killing tog över företaget efter faderns död 1888. Antalet anställda ökade till 650 personer 1910. Detta år tillverkades 250 personvagnar och 2.500 godsvagnar.
De äldsta sönerna Hugo und Erich Killing övertog företaget efter faders död 1900. År 1927 gick företaget samman med bland annat vagntillverkaren Van der Zypen & Charlier i Köln i Westwaggon (Vereinigte Westdeutsche Waggonfabriken AG), vilken 1928 uppgick i Waggonfabrik Gebrüder Gastell i Mainz-Mombach. Därmed lade produktionen i Hagen ned.